# Trochomorpha melvillensis
Trochomorpha melvillensis é uma espécie de gastrópode  da família Zonitidae.
É endémica da Austrália.